# Ludwig van Beethoven
Ludwig van Beethoven (tyskt uttal: [ˈluːtvɪç fan ˈbeːthoːfn̩] ( lyssna)), döpt 17 december 1770 i Bonn i Kurfurstendömet Köln, död 26 mars 1827 i Wien i Österrike, var en tysk tonsättare och pianist.
Beethoven verkade huvudsakligen inom den klassicistiska traditionen, men bidrog även till övergången till romantiken. Han har hyllats som en av de mest inflytelserika kompositörerna genom tiderna. Beethoven bosatte sig i Wien i tjugoårsåldern och studerade där under Joseph Haydn, den nydanande fulländaren av den klassiska sonaten. Han fick snabbt ett rykte om sig som pianovirtuos. Beethovens hörsel försämrades gradvis med början i tjugoårsåldern, men han fortsatte att komponera och dirigera, även sedan han blivit helt döv.

## Biografi

### Familj och tidiga år
Beethoven var barnbarn till en musiker av flamländskt ursprung som också bar namnet Ludwig van Beethoven (1712–1773). Från och med 1733 hade den äldre Ludwig varit bassångare i Kurfurstendömet Kölns hov. Han steg genom leden inom det musikaliska etablissemanget för att så småningom bli dirigent. Denne den äldre Ludwig hade en son, Johann van Beethoven (1740–1792), som arbetade som tenor i samma musikaliska etablissemang och gav lektioner i piano och fiol för att komplettera sin inkomst.
Johann gifte sig med Maria Magdalena Keverich år 1767. Hon var dotter till Johann Heinrich Keverich, som hade varit köksmästare vid hovet i Ärkebiskopsdömet Trier. Beethoven föddes i detta äktenskap i Bonn i december 1770. Hans barndomshem inrymmer numera under namnet Beethoven-Haus ett museum och kulturinstitut.
Ludwig van Beethoven döptes den 17 december 1770. Han kan ha fötts samma dag, men ett vanligt antagande är dagen innan, den 16 december. Det var vid denna tid vanligt att barn döptes dagen efter födseln, men det saknas dokumentation i Beethovens fall. Födelsedatumet 16 december stöds av att hans familj och hans lärare Johann Georg Albrechtsberger lär ha firat hans födelsedag detta datum, men det anses ändå som osäkert. Av Johann Beethovens sju barn överlevde bara Ludwig och två av hans yngre bröder, Caspar Anton Carl, född 1774, och Nikolaus Johann, den yngste, född 1776.

### Musikstudier i Bonn
Sin första musikaliska skolning fick Beethoven från femårsåldern av sin far. När han var sju gjorde han sitt första offentliga framträdande och blev 1781 elev till Christian Gottlob Neefe. Vid tretton års ålder blev han cembalist vid kurfurstens kapell i hemstaden. Han skall också blivit omnämnd i Cramers Magazin der Musik som "vår näste Mozart", bland annat eftersom han klarade av att spela det mesta ur Johann Sebastian Bachs verk Das Wohltemperierte Klavier. Han skrev under detta år tre pianosonater som han, efter att ha ljugit om sin ålder, sände till kurfursten Max Friedrich av Köln vilken utnämnde honom till hovorganist. 
Vid sin första utrikesresa 1787 till Wien träffade han som sextonåring Mozart, då 31 år, och ämnade studera för denne, men det blev inte av eftersom Beethovens mor insjuknade och dog, varför han återvände hem för att ta hand om sina yngre bröder. 
Vid den österrikiska kejsaren Josef II:s död komponerade Beethoven en kantat som en hyllning till den avlidne monarken.

### Första åren i Wien
I slutet av 1792 begav han sig återigen till Wien. Mozart hade då dött året innan och Beethoven blev istället Joseph Haydns elev, något som avtalats redan 1790–91 då Haydn första gången reste till London och då gjorde ett uppehåll i Bonn. Under denna vistelse avled fadern, men Beethoven stannade dock kvar. Under detta år skrev han bland annat en oktett för blåsinstrument (opus 103). Han var inte bara tonsättare utan även en framstående pianovirtuos, och hans verk för piano vittnar om hans stora skicklighet som pianist. Beethoven var inte nöjd med Haydn som lärare och förhandlade bakom dennes rygg med kompositören Johann Schenk om att bli dennes elev. Vid Haydns andra londonresa 1794 blev Beethoven istället elev till Johann Georg Albrechtsberger och debuterade i Wien som solist med ett eget pianostycke, opus 19 i B-dur. Han studerade även dramatisk komposition för Antonio Salieri 1792–1802.
På grund av de politiskt oroliga förhållandena upphörde 1794 understödet från Bonn, och Beethoven blev nu tvungen att vid sidan av honoraren för sina kompositioner försörja sig genom undervisning. Av greve Ferdinand Ernst von Waldstein introducerades han i Wiens mer inflytelserika kretsar, och kunde där skaffa sig en rad inflytelserika bekantskaper och mecenater, som befordrade hans genombrott. Av furst Lichnowsky erhöll han från 1800 ett årligt understöd av 600 floriner, och då Jérôme Bonaparte ville ha honom till Kassel som kapellmästare, enades ärkehertig Rudolf, som en tid var Beethovens elev, furst Lobkowitz och furst Kinsky om att betala Beethoven 4.000 floriner årligen, för att behålla honom i Wien.

### Dövhet och framgångar
Under sin tidiga karriär som kompositör koncentrerade sig Beethoven i första hand på verk för piano, och senare stråkkvartetter, symfonier och andra genrer. Detta var ett mönster som han senare kom att upprepa i den senare perioden av sin karriär. Tolv av Beethovens berömda serie av 32 pianosonater kan dateras före 1802, och kan således anses vara tidiga verk. Av dessa är den mest berömda idag förmodligen "Pathétique", opus 13. De första sex kvartetterna publicerades tillsammans (opus 18) år 1800, och den första och andra symfonin hade premiär under år 1800 och 1802. Redan 1800, vid premiären av hans första symfoni (opus 21 i C-dur), ansågs Beethoven vara en av de viktigaste i en generation unga kompositörer som följde efter Haydn och Mozart. Nu började han dock märka av sin hörselskada, som med tiden blev allt värre, och omkring 1818 var han helt döv, men kunde trots detta fortsätta att komponera. År 1803 dedikerade Beethoven opus 30 till kejsare Alexander av Ryssland.
Hörselnedsättningen påverkade honom starkt och han övervägde tidigt efter att hörselskadan hade uppstått att begå självmord. (Heiligenstadttestamentet) Flera gånger besökte han kurorter som Baden och Karlsbad, men ingenting kunde hindra den tilltagande dövheten. Under dessa besök träffade han bland andra Goethe.
Den 28 mars 1801 uruppfördes den första baletten, Prometeus, och under de närmaste åren var han mycket produktiv, samt komponerade i flera genrer. 1802 skrev han ett oratorium, och 20 november 1805 uruppfördes operan Fidelio. Den 22 december 1808 spelades Pastoralsymfonin på Theater an der Wien. Vid detta laget var han berömd, och när Wien ockuperades 1809 av franska trupper fick han lön av ärkehertigen för att stanna i staden.[källa behövs]
Beethoven hade stora brister i sin bildning, utom på musikens område, men det hindrade inte att han blev mycket beläst och drevs av en passionerad romantisk revolutionstro på rätten för envar att leva i frihet och värdighet och med skydd mot utnyttjande från de mäktiga. Anekdoten om att Beethoven i vredesmod över att Napoleon Bonaparte lät sig krönas till kejsare rev dedikationssidan till "Eroican" och hans hyllning till frihet och broderskap i den nionde symfonin är ett tydligt ställningstagande. Den nionde symfonin, "Glädjesymfonin", komponerad 1823 under total dövhet, är unik då Beethoven införde kör och solosång i den fjärde satsen (Schillers ode An die Freude), vilket tidigare inte förekommit i någon symfoni. Det finns en väl styrkt berättelse som säger att han i slutet av premiären av hans nionde symfoni, då han vände sig för att se de stormande applåderna från publiken, inte kunde höra något och därför började gråta.

### Senare år
Beethoven strävade efter att ändra tonsättarrollen från yrkesmän som skrev för att behaga sina beskyddare till tonsättare som skriver som svar på sina egna behov och kreativitet. I linje med detta var Beethovens totala produktion liten jämfört med till exempel Mozart, J.S. Bach och C.P.E. Bach. Han ville helt enkelt inte släppa ifrån sig ett verk innan han var fullständigt nöjd. Mer än någon annan motsvarar Beethoven den romantiska bilden av en konstnär, passionerad i sitt arbete, kompromisslös och med stor integritet. 1822 invaldes han som ledamot av den svenska Kungliga Musikaliska Akademien.
Trots att Beethoven förälskade sig flera gånger och friade till några damer, däribland Theres Malfatti och Theresa Brunswick, hans elev från 1800 och dotter till en av hans mecenater greve Anton Brunswick, förblev han ogift. Han avled vid 56 års ålder, den 26 mars 1827, försvagad men framgångsrik. Han är begravd på Zentralfriedhof i Wien.

## Verk
Se även Verklista för Ludwig van Beethoven.
Medan Beethovens tidiga verk tillhör wienklassicismen och har likheter med Mozarts och Haydns verk, kan hans senare alster sägas vara en övergång mellan wienklassicismen och romantiken. Hans verkförteckning innehåller bland annat nio symfonier, flera orkesteruvertyrer, 5 pianokonserter, 1 violinkonsert, 32 pianosonater, 10 violinsonater, flera kammarmusikverk (bland annat 16 stråkkvartetter, pianotrior) och operan Fidelio.
Beethovens största betydelse ligger i hans symfoniska verk som redan i Eroican omdefinierade musikformen, öppnade för rikare instrumentering och för den tiden våldsam dynamik, samt satte ut riktningen för generationer av framtida symfoniker. Alla symfoniska skapelser fick hädanefter finna sig i att bli jämförda med Beethovens verk:
| I denna artikel     |
| används tonnamnen   |
| B♭ och H.           |
| Se olika skrivsätt. |

- Symfoni nr 1 C-dur op.21 (1799–1800, första uppförande 1800)
- Symfoni nr 2 D-dur op.36 (1801–1802, första uppförande 1803)
- Symfoni nr 3 Ess-dur "Eroica"  op.55 (1803, första uppförande 1805)
- Symfoni nr 4 B♭-dur op.60 (1806, första uppförande 1807)
- Symfoni nr 5 c-moll "Ödessymfonin" op.67 (1807–08, första uppförande 1808)
- Symfoni nr 6 F-dur "Pastoralsymfonin" op.68 (1808, första uppförande 1808)
- Symfoni nr 7 A-dur op.92 (1811–12, första uppförande 1813)
- Symfoni nr 8 F-dur op.93 (1812, första uppförande 1814)
- Symfoni nr 9 d-moll op.125 till Schillers ode An die Freude (1823–24, första uppförande 1824)
- Wellingtons Sieg op.91 (Slagsymfonin)

Beethoven utvecklade konsertformen (framför allt piano- och violinkonserter) från Mozarts form med hjälp av några nya angreppssätt. Inledningarna blev längre och mer symfoniska och leder till mer effektfull introduktion av solisten, speciellt från och med den tredje pianokonserten. Satserna i konserterna är sammanfogade till en helhet och i till exempel fjärde och femte pianokonserten börjar gränserna mellan satserna att suddas ut. Det tonala innehållet håller på att ständigt utvidgas med bland annat vågade modulationer. Kejsarkonserten och violinkonserten ses som höjdpunkterna bland Beethovens konserter:
- Pianokonsert Ess-dur WoO 4 (1784)
- Violinkonsert C-dur WoO 5 (1790–92)
- Oboekonsert F-dur Hess 12 (1790–93?)
- Rondo för piano och orkester B♭-dur WoO 6 (1793)
- Pianokonsert nr 2 B♭-dur op.19 (1788–1801, publ 1801)
- Pianokonsert nr 1 C-dur op.15 (1795, publ 1801, första uppförande 1795)
- Pianokonsert nr 3 c-moll op.37 (1800–03, publ 1804, första uppförande 1803)
- Trippelkonsert för piano violin och cello C-dur op 56 (1804–05, publ 1807, första uppförande 1808)
- Pianokonsert nr 4 G-dur (1804–07, publ 1808, första uppförande 1807)
- Violinkonsert D-dur op.61 (1806, publ 1808, första uppförande 1806)
- Pianokonsert nr 5 Ess-dur Kejsarkonserten (1809, publ 1810, första uppförande 1811)

Beethovens pianosonater räknas till pianolitteraturens viktigaste milstenar och samtidigt återspeglar och dokumenterar de tonsättarens utveckling. Sonaterna kan delas upp i tre grupper - de tidiga op. 2–22 och op.49 (med bland annat nr 8 Patétique op.13), mellanperioden op.26–31 (bland annat nr 14 Månskenssonaten op.27:2) och de sena op. 53–111 (nr 21 Waldstein op.53, nr 23 Appassionata op.57, nr 29 op.106 Hammarklavier, nr 31 op.110 och nr 32 Op.111). Hans fem sista sonater, som har tillkommit under sju år under tonsättarens totala dövhet, visar ett större andligt djup och kan ses som ett inre samtal, ofta med omisskännlig smärta och förtvivlan. I de fem sista sonaterna använder sig Beethoven ofta av fuga. August Strindberg kallade Beethovens pianosonat op. 31:2 för Spöksonaten eftersom han tyckte sig höra anderöster i den.
Liksom pianosonaterna kan även Beethovens stråkkvartetter delas upp i tre perioder: den tidiga (1798–1800) Op.18 med sex kvartetter, mellanperioden  op. 59 (Razumovsky, 1806) med tre kvartetter, op.74 (Harpan 1809) och op.95 (Serioso 1810–11), och den sena perioden (1824–26) med op.127, op.132, op.130 med op.133 Stora fugan, op.131 och op.135. De sena stråkkvartetterna med sin expressivitet och friare musikaliska form står för en ny dimension i kammarmusiken.[källa behövs]

## Eftermäle
Ett Beethoven-monument invigdes i Bonn i augusti 1845, till 75-årsminnet av hans födelse.[källa behövs]
Även ett museum, Beethoven-Haus, vilket också är hans födelsehus finns i centrala Bonn. I staden har man också arrangerat en musikfestival, Beethovenfest, sedan 1845. 
Beethoven har fått en stor krater på Merkurius uppkallad efter sig, Beethovenkratern och även har en asteroid 1815 Beethoven uppkallad efter sig.

## I populärkultur
I boken och senare filmen A Clockwork Orange spelar Beethoven en stor roll i huvudpersonen Alex liv (speciellt Symfoni nr 9) och Beethovens musik spelas flera gånger under filmens gång. Det nämns även på filmaffischen att ett av Alex stora intressen i livet är Beethoven.

### Beethoven på film
Beethoven har porträtterats i ett antal biografiska filmer, däribland:
Das Leben des Beethoven (1927), en österrikisk stumfilm i regi av Hans Otto, med Fritz Kortner i rollen som Beethoven.
En odödlig kärlek regisserades 1937 av Abel Gance, med Harry Baur i huvudrollen.
Steven Geray gestaltade Beethoven i kortfilmen Heavenly Music (1943).
Tonernas värld (1949), är en österrikisk film som skildrar Beethovens (Ewald Balser) liv och verk. Filmen regisserades av Walter Kolm-Veltée.
Erich von Stroheim gestaltade Beethoven i den franska filmen, Napoléon, 1955.
År 1962 producerade Walt Disney en TV-film som till stor del är en fiktionaliserad berättelse om Beethovens liv, The Magnificent Rebel, med Karlheinz Böhm som Beethoven.
Beethoven - Tage aus einem Leben (1976), tysk film i regi av Horst Seemann, där Beethoven spelas av Donatas Banionis. Filmen handlar om Beethovens liv i Wien 1813-1819.
Gary Oldman gestaltar Beethoven i filmen Min odödliga kärlek (1994), med manus och regi av Bernard Rose. Filmen följer Beethovens sekreterare och första levnadstecknare, Anton Schindler (spelad av Jeroen Krabbé), då han försöker få svar på vem som döljer sig bakom epitetet "Min odödliga kärlek" (Unsterbliche Geliebte) som adresseras i tre brev funna bland kompositörens papper efter dennes död.
År 2003 gjorde BBC TV-filmen Eroica, där Ian Hart spelar Beethoven.
En miniserie från BBC i tre delar, Beethoven hade premiär 2005, med Paul Rhys som Beethoven.
Filmen Copying Beethoven (2006), med Ed Harris som Beethoven. Filmen är en fiktionaliserad berättelse om hur Beethovens nionde symfoni kom till.